# Dariusz Złotkowski
Dariusz Jan Złotkowski (ur. 29 marca 1959 w Częstochowie) – polski historyk, profesor nauk humanistycznych.

## Życiorys
Studia historyczne na Uniwersytecie Śląskim ukończył w 1982. Doktorat obronił w 1992, a habilitację w 2002. Tytuł naukowy profesora uzyskał w 2015.
Specjalizuje się w historii gospodarczej i historii nowożytnej Polski. Pełni funkcję kierownika Zakładu Historii XIX wieku w Instytucie Historii Uniwersytetu Humanistyczno-Przyrodniczego im. Jana Długosza w Częstochowie. Był prodziekanem do spraw nauk (2005-2008), a następnie dziekanem (2008-2012) Wydziału Filologiczno-Historycznego AJD w Częstochowie.
22 października 2009 otrzymał Nagrodę im. Karola Miarki.

## Ważniejsze publikacje
- Udział Zakonu Ojców Paulinów w życiu społeczno-politycznym Rzeczypospolitej w XVIII wieku (1994)
- Życie zawodowe i rodzinne Stanisława Polakowskiego 1880-1943 - nauczyciela szkół wiejskich, w świetle jego notatek i korespondencji  (1995)
- Historia nowożytna powszechna do 1789 roku : przewodnik dla studentów historii, studiów dziennych i zaocznych (2001)
- Miasta departamentu kaliskiego w okresie Księstwa Warszawskiego : (studium gospodarcze) (2001)
- "Wiedząc dobrze to z wyroków Boga Najwyższego, iż kto się rodzi, umierać musi..." : testamenty z pierwszej połowy XIX wieku w świetle akt notariuszy częstochowskich. Cz. 1 (2005)
- "Wiedząc dobrze to z wyroków Boga Najwyższego, iż kto się rodzi, umierać musi..." : testamenty z pierwszej połowy XIX wieku w świetle akt notariuszy częstochowskich. Cz. 2 (2006)
- Dzieje Spółki Akcyjnej Browaru w Częstochowie (dawniej K. Szwede) (2006)
- Wystawa Przemysłu i Rolnictwa w Częstochowie 1909 roku w świetle prasy polskiej (2009)
- "Wiedząc dobrze to z wyroków Boga Najwyższego, iż kto się rodzi, umierać musi..." : testamenty z połowy XIX wieku w świetle akt notariuszy częstochowskich. Cz. 3, 1834-1865  (2011)
- Dzieje Browaru w Częstochowie w XIX-XX w. (2014)
- Gospodarka w "Dominium Kłobuckim" w XIX i na początku XX w. (2018)